# جیم آرنولد (بازیکن فوتبال)
جیم آرنولد (انگلیسی: Jim Arnold؛ زادهٔ ۶ اوت ۱۹۵۰) بازیکن فوتبال اهل بریتانیا است.
از باشگاه‌هایی که در آن بازی کرده‌است می‌توان به باشگاه فوتبال وورکینگتون ای. اف. سی، باشگاه فوتبال پرستون نورث اند، باشگاه فوتبال بلکبرن روورز، باشگاه فوتبال روستر، باشگاه فوتبال کیدرمینستر هاریرس، باشگاه فوتبال اورتون، باشگاه فوتبال استافورد رانجرز، و باشگاه فوتبال پورت ویل اشاره کرد.
وی همچنین در تیم ملی فوتبال England C بازی کرده‌است.